# Борщовка (Теофипольский район)
Борщовка (укр. Борщівка) — село в Теофипольском районе Хмельницкой области Украины.
Население по переписи 2001 года составляло 303 человека. Почтовый индекс — 31223. Телефонный код — 3844.

## Местный совет
30650, Хмельницкая обл., Теофипольский р-н, с. Борщовка